# Stortbeek

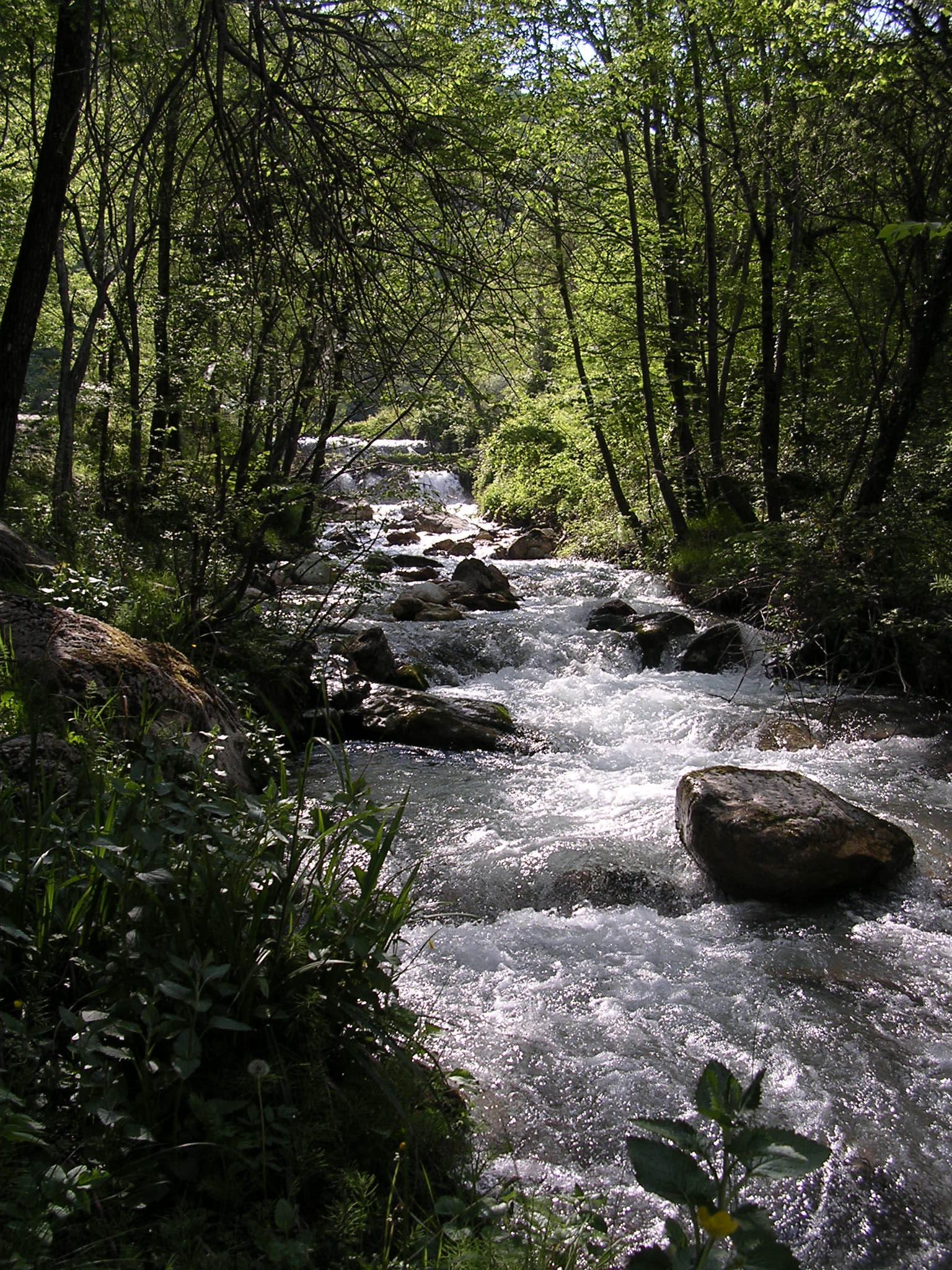
De stortbeek de Ambro nabij Montefortino, in het Nationaal park Monti Sibillini

Een stortbeek is een snel stromende bergbeek met een onregelmatig debiet en een groot verticaal verval. In het Italiaans, Spaans, Frans en Engels spreekt men van een torrent.

## Morfologie
De vallei van een stortbeek kan in drie zones onderverdeeld worden: de ontstaanszone van een stortbeek, vaak een keteldal, is een zone die gedomineerd wordt door erosie. De middelste zone wordt vooral gekenmerkt door sedimenttransport. In de laatste zone treedt sedimentatie op, met een puinwaaier als karakteristiek element.